# 555. Infanterie-Division (Wehrmacht)
La 555. Infanterie-Division fu una divisione dell'esercito tedesco attiva durante la seconda guerra mondiale che venne creata nel febbraio 1940 e sciolta nel settembre dello stesso anno.

## Storia
La divisione fu costituita il 15 febbraio 1940 come divisione di posizione per l'Alto Reno e l'equipaggiamento d'artiglieria consisteva in equipaggiamento polacco catturato. La divisione fu schierata per proteggere il confine, sulla linea Sigfrifo e dal giugno 1940 fu impiegata come forza di occupazione in Alsazia, nella zona tra Strasburgo e Schlettstadt. Con ordinanza del 30 giugno, la divisione iniziò a prepararsi per lo scioglimento che fu completato a Bielefeld il 1º settembre 1940. Due battaglioni di ciascuno dei reggimenti di fanteria rimasero attivi come battaglioni di fucilieri statali.

## Ordine di battaglia
- Infanterie-Regiment 624
- Infanterie-Regiment 625
- Infanterie-Regiment 626
- Infanterie-Regiment 627
- Artillerie-Regiment 555
- Beobachtungs-Abteilung 555
- Divisionseinheiten 555[1]

## Comandanti
- Generalleutnant Waldemar Henrici (12 febbraio 1940 - 1º settembre 1940)[1]